# Edwin Hennig
Edwin Hennig (Berlino, 27 aprile 1882 – Tubinga, 12 novembre 1977) è stato un paleontologo tedesco.

## Biografia
Era uno dei cinque figli di un mercante che morì quando Hennig aveva 10 anni. A partire dal 1902, Hennig studiò scienze naturali, antropologia e filosofia presso l'Università di Friburgo in Brisgovia a Friburgo in Brisgovia in Germania, dove ha conseguito il dottorato nel 1906 con Otto Jaekel, con una tesi sul genus Gyrodus e sulla organizzazione dei Pycnodontiformes. 
Hennig con i suoi studi è stato uno dei maggiori contributori nella descrizione del genere estinto Gyrodus.
Successivamente fu un assistente di Wilhelm von Branca alla  Humboldt-Universität zu Berlin dove ottenne l'abilitazione nel 1913 e cominciò a insegnare come docente privato.
Durante la prima guerra mondiale, fu un geologo militare fino al 1917 quando divenne professore all'Università di Tubinga, di cui fu seguito rettore nel periodo 1929/1930 e  direttore dell'istituto di  paleontologia geologica. Nel 1937 aderì al partito nazista.
Nel 1945, fu sollevato d'ufficio e sottoposto a denazificazione. Hennig si ritirò nel 1951.
Edwin Hennig è noto per le spedizioni e le ricerche sui dinosauri assieme a Werner Janensch a Tendaguru, nell'Africa Orientale Tedesca, nell'attuale Tanzania. È anche noto per la descrizione, nel 1948, delle scoperte dell'Australopithecus afarensis, fatte da Ludwig Kohl-Larsen in Africa orientale.
Come Othenio Abel, Hennig è stato un sostenitore delle teorie della ortogenesi, come pure il suo assistente Karl Beurlen.

## Pubblicazioni
- Saurier in Ostafrika. Erkundungsfahrt durch den ostafrikanischen Busch. Lux-Verlag, Murnau 1961
- Gewesene Welten. Auf Saurierjagd im ostafrikanischen Busch, Albert Müller Verlag 1955
- Am Tendaguru: Leben und Wirken einer deutschen Forschungsexpedition zur Ausgrabung vorweltlicher Riesensaurier in Deutsch-Ostafrika, Schweizerbart 1912, Reprint, Nabu Press 2010
- Geologie Großdeutschlands, Enke Verlag 1942
- Der mittlere Jura im Hinterlande von Daressalaam (Deutsch-Ostafrika), Borntraeger 1924
- Leben der Vorzeit. Einführung in die Versteinerungskunde, München, Lehmann 1938
- Wesen und Wege der Paläontologie; eine Einführung in die Versteinerungslehre als Wissenschaft, Borntraeger 1932
- Irdisches Werden, Lux-Verlag 1953
- Von Zwangsablauf und Geschmeidigkeit in organischer Entfaltung, J.B.C.Mohr, Tübingen 1929 (Rektoratsrede)
- Paläontologische Beiträge zur Entwicklungslehre, Tübinger Naturwissenschaftliche Abhandlungen, J. B. C. Mohr, 1922
- Das naturwissenschaftliche Weltbild der Gegenwart, Durchbruch Verlag 1937
- mit Erich Krenkel Geologie von Württemberg nebst Hohenzollern, Borntraeger 1923 (Handbuch der Geologie und Bodenschätze Deutschlands)
- Der Werdegang des Menschengeschlechts, Tübingen, Matthiesen 1950
- James Cook. Erschließer der Erde, Stuttgart, Wissenschaftliche Verlagsgesellschaft 1952
- Tübingens Vorzeit und Vorgeschichte, Tübingen 1957
- Zeitgeschichtliche Aufdeckungen; ein Beitrag zur Erforschung der jüngsten Vergangenheit, München, Türmer Verlag 1964